# Noctuoidea
Noctuoidea là một liên họ bướm đêm thuộc Bộ Cánh vẩy, có số lượng loài đã được miêu tả nhiều nhất trong bất kỳ liên họ nào của bộ Cánh vẩy. Việc phân loại chúng chưa đạt đến sự đồng thuận tuyệt đối. Cách phân loại gần đây nhất thì liên họ này chỉ có 4 họ: Noctuidae, Oenosandridae, Doidae, và Notodontidae. Bốn họ còn lại nêu trên hiện được xem là các phân họ trong họ Noctuidae.

## Phân loại
Phân loại dưới đây theo Lafontaine & Fibiger (2006), có bổ sung phân họ Thiacidinae theo Hacker & Zilli, 2007 và Micronoctuidae theo Fibiger, 2005. Việc xếp Arctiidae, Lymantriidae và Nolidae thành phân họ của Noctuidae hiện chưa được chấp nhận rộng rãi. Phân loại đã được cập nhận cho các loài Noctuoidea ở Bắc Mỹ đã được công bố gần đây (Lafontaine & Schmidt, 2010) và sẽ có những thay đổi khi xem xét góc độ phân tử trên toàn cầu của liên họ này(Zahiri et al., in press).
- Familia Oenosandridae Miller, 1991
- Familia Doidae Donahue & Brown, 1987
- Familia Notodontidae Stephens, 1829
  - Subfamilia Thaumetopoeinae Aurivillius, 1889
  - Subfamilia Pygaerinae Duponchel, 1845
  - Subfamilia Platychasmatinae Nakamura, 1956
  - Subfamilia Notodontinae Stephens, 1829
    - Tribus Notodontini Stephens, 1829
    - Tribus Dicranurini Duponchel, 1845

  - Subfamilia Phalerinae Butler, 1886
  - Subfamilia Dudusinae Matsumura, 1925
    - Tribus Dudusini Matsumura, 1925
    - Tribus Scranciini Miller, 1991

  - Subfamilia Hemiceratinae Guenée, 1852
  - Subfamilia Heterocampinae Neumogen & Dyar, 1894
  - Subfamilia Nystaleinae Forbes, 1948
  - Subfamilia Dioptinae Walker, 1862
- Familia Micronoctuidae Fibiger, 2005
  - Subfamilia Micronoctuinae Fibiger, 2005
  - Subfamilia Pollexinae Fibiger, 2007
  - Subfamilia Belluliinae Fibiger, 2008
    - Tribus Belluliini Fibiger, 2008
    - Tribus Medialini Fibiger, 2008

  - Subfamilia Magninae Fibiger, 2008
    - Tribus Magnini Fibiger, 2008
    - Tribus Faeculini Fibiger, 2008

  - Subfamilia Parachrostiinae Fibiger, 2008
    - Tribus Duplexini Fibiger, 2008
    - Tribus Parachrostiini Fibiger, 2008
- Familia Noctuidae Latreille, 1809
  - Subfamilia Rivulinae Grote, 1895
  - Subfamilia Boletobiinae Grote, 1895
  - Subfamilia Hypenodinae Forbes, 1954
  - Subfamilia Araeopteroninae Fibiger, 2005
  - Subfamilia Eublemminae Forbes, 1954
    - Tribus Eublemmini Forbes, 1954
    - Tribus Pangraptini Grote, 1882

  - Subfamilia Herminiinae Leach, 1815
  - Subfamilia Scolecocampinae Grote, 1883
  - Subfamilia Hypeninae Herrich-Schäffer, 1851
  - Subfamilia Phytometrinae Hampson, 1913
  - Subfamilia Aventiinae Tutt, 1896
  - Subfamilia Erebinae Leach, 1815
  - Subfamilia Calpinae Boisduval, 1840
    - Tribus Anomini Grote, 1882
    - Tribus Calpini Boisduval, 1840
    - Tribus Phyllodini Guenée, 1852

  - Subfamilia Catocalinae Boisduval, 1828
    - Tribus Toxocampini Guenée, 1852
    - Tribus Acantholipini Fibiger & Lafontaine, 2005
    - Tribus Arytrurini Fibiger & Lafontaine, 2005
    - Tribus Melipotini Grote, 1895
    - Tribus Euclidiini Guenée, 1852
    - Tribus Panopodini Forbes, 1954
    - Tribus Ophiusini Guenée, 1837 (= Omopterini Boisduval, 1833, suppressed older syn.)
    - Tribus Catocalini Boisduval, 1828
    - Tribus Anobini Holloway, 2005 (= Anobini Wiltshire, 1990, nomen nudum)
    - Tribus Sypnini Holloway, 2005
    - Tribus Hypopyrini Guenée, 1852
    - Tribus Tinolini Moore, 1885
    - Tribus Hulodini Guenée, 1852 (= Speiredoniinae Swinhoe, 1900)
    - Tribus Ommatophorini Guenée, 1852
    - Tribus Pericymini Wiltshire; 1976
    - Tribus Pandesmini Wiltshire, 1990, nomen nudum
    - Tribus Catephiini Guenée, 1852
    - Tribus Ercheini Berio, 1992

  - Subfamilia Cocytiinae Boisduval, 1874
  - Subfamilia Stictopterinae Hampson, 1894
  - Subfamilia Euteliinae Grote, 1882
  - (Subfamilia Nolinae) Bruand, 1846, stat rev.
    - Tribus Nolini Bruand, 1846, stat rev.
    - Tribus Chloephorini Stainton, 1859, stat rev.
      - Subtribus Chloephorina Stainton, 1859, stat rev.
      - Subtribus Sarrothripina Hampson, 1894, stat rev.
      - Subtribus Camptolomina Mell, 1943, stat rev.
      - Subtribus Careina Moore, 1883, stat rev.
      - Subtribus Ariolicina Mell, 1943, stat rev.

    - Tribus Westermanniini Hampson, 1918, stat rev.
    - Tribus Eariadini Hampson, 1912, stat rev.
    - Tribus Blenini Mell, 1943, stat rev.
    - Tribus Risobini Mell, 1943, stat rev.
    - Tribus Collomenini Kitching & Rawlins, 1998, stat rev.
    - Tribus Afridini Kitching & Rawlins, 1998, stat rev.
    - Tribus Eligmini Mell, 1943, stat rev.

  - Subfamilia Aganainae Boisduval, 1833
  - (Subfamilia Arctiinae Leach, 1815), stat. nov. 
    - Tribus Lithosiini Billberg, 1820, stat. rev. 
      - Subtribus Phryganopterygina Bendib & Minet, 1999, stat. rev.
      - Subtribus Aesalina Bendib & Minet, 1999, stat. rev.
      - Subtribus Eudesmiina Bendib & Minet, 1999, stat. rev.
      - Subtribus Cisthenina Bendib & Minet, 1999, stat. rev.
      - Subtribus Nudariina Börner, 1920, stat. rev.
      - Subtribus Endrosina Börner, 1932, stat. rev.
      - Subtribus Lithosiina Billberg, 1820, stat. rev.

    - Tribus Syntomini Herrich-Schäffer, 1846, stat. rev. 
      - Subtribus Syntomina Herrich-Schäffer, 1846, stat. rev.
      - Subtribus Thyretina Butler, 1876, stat. rev.

    - Tribus Arctiini Leach, 1815, stat. rev. 
      - Subtribus Arctiina Leach, 1815, stat. rev.
      - Subtribus Callimorphina Walker, 1865, stat. rev.
      - Subtribus Pericopina Walker, 1865, stat. rev.
      - Subtribus Phaegopterina Kirby, 1892, stat. rev.
      - Subtribus Ctenuchina Kirby, 1837, stat. rev.
      - Subtribus Euchromiina Butler, 1876, stat. rev.

  - (Subfamilia Lymantriinae) Hampson, 1893, stat. nov. 
    - Tribus Lymantriini Hampson, 1893, stat. rev.
    - Tribus Orgyiini Wallengren, 1861, stat. rev.
    - Tribus Arctornithini Holloway, 1999, stat. rev.
    - Tribus Leucomini Grote, 1895, stat. rev.
    - Tribus Nygmiini Holloway, 1999, stat. rev.

  - Subfamilia Strepsimaninae Meyrick, 1930, stat rev.
  - Subfamilia Plusiinae Boisduval, 1828
    - Tribus Abrostolini Eichlin & Cunningham, 1978
    - Tribus Argyrogrammatini Eichlin & Cunningham, 1978
    - Tribus Plusiini Boisduval, 1828
      - Subtribus Autoplusiina Kitching, 1987
      - Subtribus Euchaciina Chou & Lu, 1979
      - Subtribus Plusiina Boisduval, 1828

  - Subfamilia Eustrotiinae Grote, 1882
  - Subfamilia Bagisarinae Crumb, 1956
    - Tribus Bagisarini Crumb, 1956
    - Tribus Cydosiini Kitching & Rawlins, 1998

  - Subfamilia Acontiinae Guenée, 1841
    - Tribus Hypercalymniini Fibiger & Lafontaine, 2005
    - Tribus Acontiini Guenée, 1841
    - Tribus Armadini Wiltshire, 1961
    - Tribus Aediini Beck, 1960

  - Subfamilia Pantheinae Smith, 1898
  - Subfamilia Diphtherinae Fibiger & Lafontaine, 2005
  - Subfamilia Dilobinae Aurivillius, 1889
  - Subfamilia Raphiinae Beck, 1996
  - Subfamilia Balsinae Grote, 1896, stat. rev.
  - Subfamilia Acronictinae Heinemann, 1859
  - Subfamilia Metoponiinae Herrich-Schäffer, 1851
  - Subfamilia Sinocharinae Speidel, Fänger & Naumann, 1996
  - Subfamilia Lophonyctinae Speidel, Fänger & Naumann, 1996
  - Subfamilia Agaristinae Herrich-Schäffer, 1858
  - Subfamilia Eucocytiinae Hampson, 1918
  - Subfamilia Cuculliinae Herrich-Schäffer, 1850
  - Subfamilia Oncocnemidinae Forbes & Franclemont, 1954
  - Subfamilia Amphipyrinae Guenée, 1837
  - Subfamilia Psaphidinae Grote, 1896
    - Tribus Psaphidini Grote, 1896
    - Tribus Feraliini Poole, 1995
    - Tribus Nocloini Poole, 1995
    - Tribus Triocnemidini Poole, 1995

  - Subfamilia Stiriinae Grote, 1882
    - Tribus Stiriini Grote, 1882
    - Tribus Grotellini Poole, 1995
    - Tribus Azenini Poole, 1995

  - Subfamilia Heliothinae Boisduval, 1828
  - Subfamilia Condicinae Poole, 1995
    - Tribus Condicini Poole, 1995
    - Tribus Leuconyctini Poole, 1995

  - Subfamilia Eriopinae Herrich-Schäffer, 1851
  - Subfamilia Bryophilinae Guenée, 1852
  - Subfamilia Xyleninae Guenée, 1837
    - Tribus Pseudeustrotiini Beck, 1996
    - Tribus Phosphilini Poole, 1995, stat. rev.
    - Tribus Prodenilni Forbes, 1954
    - Tribus Eiaphriini Beck, 1996
    - Tribus Caradrinini Boisduval, 1840
      - Subtribus Caradrinina Boisduval, 1840
      - Subtribus Athetina Fibiger & Lafontaine, 2005

    - Tribus Dypterygiini Forbes, 1954
    - Tribus Actinotiini Beck, 1996
    - Tribus Phlogophorini Hampson, 1918
    - Tribus Apameini Guenée, 1841 (= Nonagriini Guenée, 1837, suppressed older syn.)
      - Subtribus Oxytripiina Gozmany, 1970
      - Subtribus Apameina Guenée, 1841
      - Subtribus Sesamiina Fibiger & Goldstein, 2005

    - Tribus Arzamini Grote, 1883
    - Tribus Episemini Guenée, 1852
    - Tribus Xylenini Guenée, 1837
      - Subtribus Xylenina Guenée, 1837
      - Subtribus Cosmiina Guenée, 1852, stat. rev.
      - Subtribus Antitypina Forbes & Franclemont, 1954
      - Subtribus Ufeina Crumb, 1956

  - Subfamilia Hadeninae Guenée, 1837
    - Tribus Orthosiini Guenée, 1837
    - Tribus Tholerini Beck, 1996
    - Tribus Hadenini Guenée, 1837
    - Tribus Leucaniini Guenée, 1837
    - Tribus Eriopygini Fibiger & Lafontaine, 2005
    - Tribus Glottulini Guenée, 1852

  - Subfamilia Noctuinae Latreille, 1809
    - Tribus Agrotini Rambur, 1848
      - Subtribus Austrandesiina Angulo & Olivares, 1990
      - Subtribus Agrotina Rambur, 1848

    - Tribus Noctuini Latreille, 1809
      - Subtribus Axyliina Fibiger & Lafontaine, 2005
      - Subtribus Noctuina Latreille, 1809